# Litófono

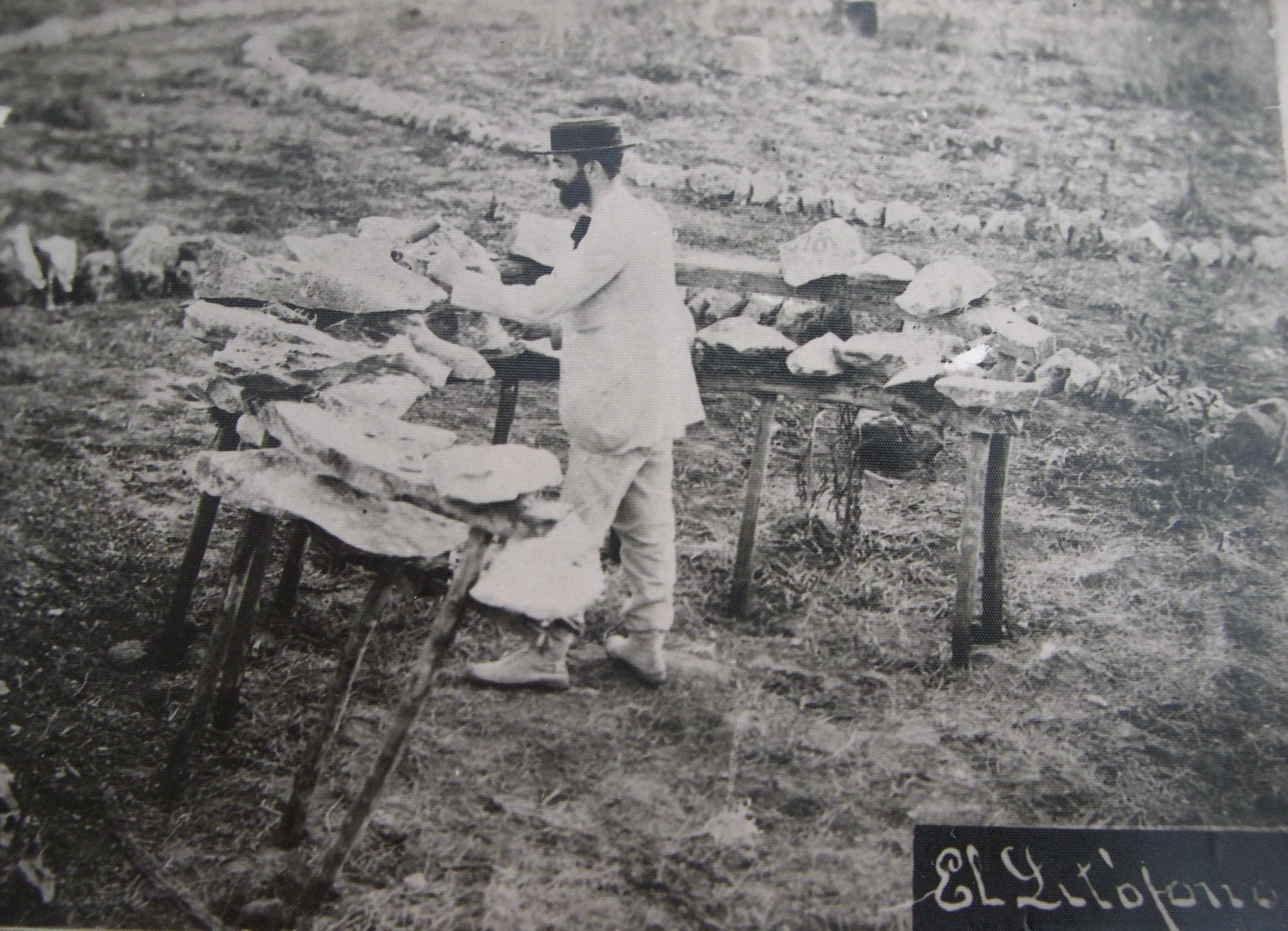
Don Antonio Roca y Várez tocando el litófono.

El litófono es un instrumento rudimentario construido a base de piedras, tal y como dice la misma palabra (lito= piedra, fono= sonido). En la antigua cultura china de la dinastía Shang ya se describen los primeros instrumentos fabricados con piedras. En Europa, no hay constancia de un instrumento similar hasta principios del siglo XX, cuando don Antonio Roca y Várez idea y construye el primer litófono moderno de la historia.
Este licenciado en Filosofía y Letras natural de Mahón (Menorca), era un apasionado de la música y disfrutaba del llamado oído absoluto. Paseando por sus tierras, se dio cuenta de que al golpear piedras planas de diferentes medidas y grosores con un palo se producían diferentes sonidos, y así, surgió la idea de ordenar un conjunto de piedras con el fin de conseguir una escala de sonidos musicales completa.
Posteriormente, en el verano de 1901, don Antonio Roca y Várez presentó el instrumento en la Exposición Partenopea de la ciudad de Nápoles y día 20 del mismo mes se le otorgó el premio de la Medalla de Oro por la invención del instrumento en cuestión.
Los antiguos canarios, conocidos generalmente con el gentilicio de guanches, también aprovecharon las cualidades sonoras de determinados tipos de piedras, por lo que en la década de 1980, el grupo Taller Canario de Canción (Pedro Guerra, Andrés Molina y Rogelio Botanz) incorporó el litófono a sus canciones. Y en la Cumbre de Gran Canaria existen varios lugares conocidos con toponimia alusiva a piedras sonaras como por ejemplo: El Campanario de Los Canarios o "Las Campanas". Una hipótesis que se baraja es que, además de lugares de sentido ritual o religioso, también fueran empleadas la acústica de estas piedras como método de comunicación generalizada. En la Isla de La Gomera también se encuentran montañas y cuevas con estas peculiaridades, de rocas y piedras sonoras.
Actualmente, el grupo de música contemporánea ENS − Ensamble Nacional del Sur, de Oscar Edelstein (Argentina) utiliza en sus actuaciones un litófono construido por Damián Anache y Axel Lastra (integrantes del ensamble durante el período de creación, 2008-2009).